# 宮里亜衣
宮里 亜衣（みやさと あい、1980年11月20日 - ）は、フリーアナウンサー。千葉県野田市出身。

## 人物
- 大妻女子大学卒業。
- ボウリングレディグランプリ。
- デックス東京ベイスタジオグランプリ。
- お台場のイメージガールとして、ラジオやイベントで活動。
- 2004年、新潟テレビ21に入社。3年間の勤務を経て退社した後はフリーに転向。出身局である新潟テレビ21、新潟放送や新潟総合テレビなど他局にも出演した。テレビ出演のほか、CMナレーション、雑誌モデル、映画の舞台挨拶、イベントや講演会、結婚式等の司会としても活動している。
- 2010年、一般男性と結婚。

## かつて担当していた番組
- 風街人（新潟総合テレビ）
- 建もの探訪・新潟版（新潟テレビ21）
- 5分でわかる現代ニッポン（有線放送）
- スーパーJチャンネルにいがた
- NT21アナみ～て
- NT21チームエコCM
- NT21小学生30人31脚50m走新潟/全国大会
- NT21ろうきんインフォメーション
- BSN NEXT
- BSN新潟市民グリーンカップ　2007/2008/2009
- BSNファイナルゴルフ大会2008/2009
- BSN新潟温泉天国2008/2009
- BSN夢紀行2009/2010
- NST子供わくわく探検隊2008/2009
- NSTあの家に住みたい
- NSTおでかけマップ阿賀野路編2009/2010
- NSTぎおん柏崎まつり2009/2010
- NSTストップ温暖化！雪冷熱エネルギー住宅